# Rosemarie Lang (Sängerin)
Rosemarie Lang (* 21. Mai 1947 in Grünstädtel; † 12. Januar 2017) war eine deutsche Opernsängerin (Mezzosopran).

## Leben
Lang studierte an der Staatlichen Hochschule für Musik Leipzig bei Elisabeth Breul, Eva Schubert-Hoffmann und Helga Forner. Beim Robert-Schumann-Wettbewerb Zwickau gewann sie 1969 den 2. Preis, beim J.-S.-Bach-Wettbewerb Leipzig 1972 den 1. Preis („Bachpreisträgerin“), jeweils in der Sparte „Gesang Damen“.
Ihre Bühnenkarriere begann sie am Theater Altenburg, ab 1972 war sie Ensemblemitglied der Oper Leipzig. 1987 wechselte sie an die Berliner Staatsoper. Sie debütierte dort als Klytämnestra in Glucks Iphigenie in Aulis. Bis zu ihrem Rückzug von der Bühne aus gesundheitlichen Gründen 2009 blieb sie Ensemblemitglied der Staatsoper.
Gastspiele führten sie u. a. zu den Salzburger Festspielen und an die Wiener Staatsoper. Neben ihrer Operntätigkeit pflegte sie auch den Konzert-, Lied- und Oratoriengesang. Zahlreiche Rundfunk- und Schallplattenaufnahmen dokumentieren ihre künstlerische Tätigkeit.